# Sarah De Koster
Sarah De Koster (Duffel, 20 april 1981), professioneel beter bekend als Sarah, is een Vlaamse zangeres.
De Koster werd bekend door haar overwinning in de Soundmixshow in 1997. Ze kreeg een platencontract en nam drie albums op. Haar laatste album dateert van 2003, sindsdien is ze minder actief. Ze nam wel nog enkele duetten op, met Raf Van Brussel en Koen Wauters.

## Levensloop en carrière

### Jeugd en debuut
De Koster is al van jongs af aan geboeid door muziek. Ze was frontzangeres van enkele bandjes, waaronder Sarah and West Point. De passie voor muziek heeft ze niet geheel van een vreemde, aangezien haar vader vroeger werkte bij SABAM.
De Koster deed in 1994 mee aan de Soundmixshow op VTM met het nummer One Of Us van Joan Osborne. Ze behaalde hiermee op dertienjarige leeftijd de tweede plaats. Drie jaar later keerde ze terug naar het programma en won dit keer de finale met het nummer You Oughta Know van Alanis Morissette. Dit was meteen de start van haar muzikale carrière.

### 1997-1999:The State I'm In
Na haar overwinning in de Soundmixshow kreeg De Koster een platencontract aangeboden bij EMI Music Belgium. Onder de naam Sarah bracht ze in 1998 een eerste single uit, True Love Is Tough. Het nummer kwam hoog in de Vlaamse hitlijsten en al snel kwam er een tweede single, Round & Round, dat ook een hit werd. Derde single Close was qua geluid enigszins anders dan de voorgaande twee singles, maar was goed voor een plaats in de top 20.
In 1999 deed ze mee met de Vlaamse Vlaamse preselecties van het Eurovisiesongfestival 1999 met het nummer He's The One. Toen ze haar hadden gevraagd om mee te doen, heeft ze eisen opgesteld waaraan het nummer moest voldoen. Door critici werd ze omschreven als "een vreemde eend in de bijt"; zelf zegt ze dat het nummer geen typisch songfestivalnummer was, maar dat ze het wel een "toffe track" vond. Ze bereikte de finale dankzij een wildcard en werd uiteindelijk vierde; voor haar prestatie ontving ze de persprijs. Uiteindelijk was het Vanessa Chinitor die België mocht vertegenwoordigen op het Eurovisiesongfestival in Jeruzalem.
In datzelfde jaar brengt ze haar debuutalbum uit, The State I'm In. Voor dit album werkte ze samen met onder meer Beverly Jo Scott, Jean Bosco Safari, Patrick Riguelle en Paul Michiels. Het album had een sterke poprock-sound met een duidelijke invloed van artiesten als Sheryl Crow en Bonnie Raitt. Het album werd geproduceerd door Mark Vanhie en deed het goed in de charts. De gelijknamige eerste single van het album stond hoog genoteerd in de hitparades. Echter, de volgende single Bad Man deed het minder goed.

### 2000-2002:Starlite Dinner
Na het succes van De Kosters debuut wordt in 2000 al een vervolg gepland. Starlite Diner wordt volledig opgenomen in Florida en werd geproduceerd door Erwin Musper, die ook Anouk aan haar definitieve doorbraak hielp. Mark Vanhie, Kris Wauters en Rick Baron zijn enkelen van de tekstschrijvers; het nummer Blown Away werd geschreven door hetzelfde schrijversteam achter Torn, dat vooral bekend is in de vertolkinig van Natalie Imbruglia. Ze wordt bijgestaan door een kleine groep muzikanten, waaronder drummer Satindra Kalpoe en gitarist Ron Roelofsen. Opvallende track is These Boots Are Made for Walkin', oorspronkelijk van Lee Hazlewood. Van dit album kwamen drie singles: Blown Away, Halfway To Heaven en You're the Reason I Breathe.

### 2002-2005:Found My Space
In 2002 werd reeds begonnen met de voorbereidingen voor de opnamen van een derde album. Samen met producer Hans Francken nam ze in verschillende opnamestudio's haar materiaal op, dat uiteindelijk werd gemasterd in de Londense Abbey Road Studios. Het uiteindelijke resultaat, Found My Space, is ontstaan uit een samenwerking met onder meer Eric Melaerts, Herman Cambré en Kit Hain. De titel verwijst naar Breathing Room, maar ook naar het feit dat De Koster met dit album haar plek gevonden heeft en de juiste stijl voor haar muziek.
Eerste officiële single van het album was Breathing Room, van de hand van en in duet met de Canadese singer-songwriter Vann. Het nummer werd in januari 2002 uitgebracht en belandde op een derde plaats in de hitlijsten. Pas zeven maanden later wordt een volgende single uitgebracht; Time To Let Go deed het echter wat minder in de charts. Met Very Last Moment heeft ze dan weer een hit, die later gecoverd zou worden door onder meer Lindsay Lohan en Rachel Kramer. Volgende single was The One You Love, een cover van de Nederlandse band K-otic, maar oorspronkelijk Todo Mi Amor van de Mexicaanse zangeres Paulina Rubio. Deze single en de titeltrack van het album deden het beide uitstekend in de hitparades.
Het nummer What I Need, dat ze in 2001 had opgenomen voor het derde seizoen van Flikken, staat ook op dit album. Voor dit nummer werkte ze samen met Fonny De Wulf, de toenmalige componist van de serie. In september 2003 ging ze opnieuw de studio's in om haar eerder opgenomen You Are The Reason in duet op te nemen met Clouseau-frontman Koen Wauters. De single werd een groot succes en stond 24 weken in de hitparades, waarvan 5 weken op nummer 1.

### 2005-2008: Intermezzo
Afgezien van het verzamelalbum Best Of dat in 2005 werd uitgebracht, werd het erg stil rond de zangeres. Pas in 2006 kwam er weer nieuw materiaal van haar uit met het duet Here I Am, dat ze opnam samen met Raf Van Brussel. Enkele maanden later werd besloten een vervolg te geven aan deze samenwerking met een nieuw duet, Roundabout. Ondertussen bleef ze wel optreden en in de zomer van 2007 toert ze samen met Stan Van Samang en Roel Vanderstukken door Vlaanderen.

### 2008-heden: Nederlandstalig
In maart 2008 was ze te zien in Zo is er maar één, waarin ze Louise van Clouseau zong. Ze eindigde voorlaatste in deze voorronde en plaatste zich dus niet voor de halve finale. In de loop van dat jaar besloot De Koster definitief om voortaan in het Nederlands te zingen. In juli 2008 stelde ze haar eerste Nederlandstalige single Hey Liefste voor tijdens Tien om te zien, naar eigen zeggen een ode aan haar vriend en toen nog ongeboren dochter. Op dat moment was al bekendgemaakt dat er een volledig Nederlandstalig album zou komen.
Eind november 2008 kroop De Koster voor het eerst na haar zwangerschap weer het podium op. Samen met haar toenmalige partner Pallieter Van Buggenhout verzorgde ze een akoestische mix van zowel eigen materiaal als covers, in het Engels en Nederlands. Hoewel door de media werd gehoopt op een tour, was dit eenmalig. In 2009 stortte De Koster zich volledig op het repertoire van haar idool Sheryl Crow.
In oktober 2012 startte Sarah samen met Vlaams acteur en zanger Roel Vanderstukken de coverband "De Corsari's". Hun repertoire bestaat uit de hits uit de jaren '50-'60.
Naast De Corsari's startte Sarah in 2017 samen met haar partner Kevin Scheerlinck de Nederlandstalige coverband "Straffen Toebak". Hierin staat Wouter De Clerck, ex-Idool-finalist, aan haar zijde. De band brengt Vlaamse en Nederlandstalige hits in medley-vorm.
In 2024 nam ze deel aan Sing Again op VTM.

## Discografie

### Albums
| Album met hitnotering(en) in de Vlaamse Ultratop 200 albums | Datum van verschijnen | Datum van binnenkomst | Hoogste positie | Aantal weken | Opmerkingen |
| ----------------------------------------------------------- | --------------------- | --------------------- | --------------- | ------------ | ----------- |
| The state I'm in                                            | 09-04-1999            | 17-04-1999            | 7               | 11           |             |
| Found my space                                              | 2003                  | 12-04-2003            | 15              | 19           |             |

### Singles
| Single met hitnotering(en) in de Vlaamse Ultratop 50 | Datum van verschijnen | Datum van binnenkomst | Hoogste positie | Aantal weken | Opmerkingen                                       |
| ---------------------------------------------------- | --------------------- | --------------------- | --------------- | ------------ | ------------------------------------------------- |
| True love is tough                                   | 1998                  | 21-03-1998            | 23              | 9            | Nr. 23 in de Radio 2 Top 30                       |
| Close                                                | 1998                  | 28-11-1998            | tip16           | -            |                                                   |
| He's the one                                         | 1999                  | 27-03-1999            | tip14           | -            |                                                   |
| What I need                                          | 2001                  | 08-09-2001            | tip2            | -            |                                                   |
| Breathing room                                       | 2001                  | 02-02-2002            | 29              | 7            | met Vann / Nr. 16 in de Radio 2 Top 30            |
| Time to let go                                       | 2002                  | 14-09-2002            | tip11           | -            |                                                   |
| Very last moment                                     | 2003                  | 01-03-2003            | tip8            | -            |                                                   |
| You're the reason                                    | 2003                  | 04-10-2003            | 1(5wk)          | 24           | met Koen Wauters / Nr. 1 in de Radio 2 Top 30     |
| Here I am                                            | 2006                  | 22-04-2006            | 44              | 6            | met Raf Van Brussel / Nr. 29 in de Radio 2 Top 30 |
| Roundabout                                           | 2007                  | 27-01-2007            | tip18           | -            | met Raf Van Brussel                               |
| De weg                                               | 2011                  | 12-11-2011            | tip85           | -            | met Roel Vanderstukken                            |

### Overige opnamen
- 1997 - You Oughta Know, cover van Alanis Morissette - VTM Soundmix Show (1997)

## Persoonlijk
De Koster had sinds haar zestiende een relatie met haar vaste gitarist Pallieter Van Buggenhout, met wie zij een dochter heeft en sinds 2012 getrouwd was. Haar dochter deed mee aan The Voice Kids Vlaanderen in 2023. In 2013 en na een relatie van 15 jaar kwam er een einde aan hun huwelijk. 
Sinds de zomer van 2016 heeft De Koster een relatie met muzikant/songwriter Kevin Scheerlinck (artiestennaam: Kevin Williams). Zij kregen in januari 2018 samen een zoontje.